# Szurpek skalny
Szurpek skalny (Orthotrichum rupestre Schleich. ex Schwägr.) – gatunek mchu należący do rodziny szurpkowatych (Orthotrichaceae).

## Rozmieszczenie geograficzne
Gatunek występuje w Europie (pogórza i góry) oraz na Kaukazie. Ponadto występuje w Himalajach, w Algierii, Boliwii i Nowej Zelandii. W Polsce dość rzadki, znajdowany w Tatrach, w okolicach Zielonej Góry oraz na Pomorzu.

## Morfologia
PokrójMech plagiotropowy o zbitych brunatnozielonych darniach.
Budowa gametofituŁodygi czerwone o długości 2–3 cm są widlasto rozgałęzione. Liście o długości 4–4,5 mm są lancetowate i zaostrzone na szczycie. Brzeg liścia jest podwinięty prawie do szczytu. Komórki blaszki liściowej są brunatne przy nasadzie liścia, wyżej są żółte. W przekroju poprzecznym na komórkach występują pojedyncze brodawki. Cienkie żebro kończy się przed szczytem liścia.
Budowa sporofituPuszka na bardzo krótkiej secie tylko nieznacznie wystaje ponad liście. Ma barwę jasnobrunatną i jest owalnocylindryczna. Perystom jest podwójny. Czepek owłosiony, ze szczytem o barwie czerwonej.

## Ekologia
Gatunek rośnie na głazach wapiennych i bezwapiennych.

## Zagrożenie i ochrona
Roślina objęta w Polsce częściową ochroną gatunkową na podstawie Rozporządzenia Ministra Środowiska z dnia 9 października 2014 w sprawie ochrony gatunkowej roślin. W latach 2004–2014 znajdowała się pod ochroną ścisłą.